# Matti Makkonen
Pour les articles homonymes, voir Makkonen.
Matti Makkonen, né le 6 avril 1952 et mort le 26 juin 2015, est un ingénieur finlandais connu pour être l'un des inventeurs du SMS.

## Biographie
Après une spécialisation en électronique à l'Université d'Oulu, il entre comme ingénieur chez l'opérateur de téléphonie TeliaSonera où il développe les systèmes de communication sans fil. Il devient directeur de l'unité mobile de TeliaSonera en 1984 et développe la technologie GSM jusqu'en 1988, développant à cette occasion le concept du SMS, l'idée étant lancée en 1984 autour d'une pizza lors d'une conférence sur les télécoms à Copenhague, ce qui lui vaut d'être surnommé le « père du SMS ». Il considère que le véritable lancement du service a lieu en 1994 lorsque Nokia sort le premier téléphone grand public, le Nokia 2010 (en), qui rend possible l'écriture de messages. En novembre 2000, il rejoint Nokia Networks Professional Services en tant que directeur.